# Stowarzyszenie Elektryków Polskich
Stowarzyszenie Elektryków Polskich (kurz: SEP; deutsch „Verband der polnischen Elektrotechniker“) ist der polnische Berufsverband der Techniker und Ingenieure der Elektrotechnik.
Gegründet unmittelbar nach der Wiederentstehung Polens nach Ende des Ersten Weltkriegs durch polnische Ingenieure und andere Vertreter der elektrotechnischen Industrie Polens, stellt der SEP als Verband einen freiwilligen Zusammenschluss von Elektrotechnikern aus allen Fachgebieten der Elektrotechnik dar sowie von anderen Personen, die beruflich hiermit verbunden sind. Zu den Fachgebieten zählen Elektronik, Energietechnik, Hochfrequenztechnik, Optoelektronik, Bionik, Informatik, Telekommunikation, Automatisierungstechnik und Robotik.
Als Non-Profit- sowie Nichtregierungs-Organisation kann der SEP als Pendant zum deutschen VDE Verband der Elektrotechnik Elektronik Informationstechnik e.V. (frühere Bezeichnung: Verband Deutscher Elektrotechniker) aufgefasst werden. Auf amerikanischer Seite wäre IEEE zu nennen, also das Institute of Electrical and Electronics Engineers.
Der SEP ist Mitglied in der EUREL (Convention of National Associations of Electrical Engineers of Europe). Der Hauptzsitz des SEP befindet sich in der Warschauer Świętokrzyska-Straße Nr. 14. SEP-Niederlassungen sind in Biała Podlaska, Białystok, Bielsko-Biała, Bydgoszcz, Chełm, Ciechanów, Częstochowa, Elbląg, Gdańsk, Gliwice, Gorzów, Jelenia Góra, Kalisz, Katowice, Kielce, Konin, Koszalin, Kraków, Krosno, Legnica, Lublin, Łomża, Łódź, Nowa Huta, Olsztyn, Opole, Ostrołęka, Piła, Piotrków, Płock, Poznań, Przemyśl, Radom, Rzeszów, Siedlce, Sieradz, Skierniewice, Słupsk, Suwałki, Szczecin, Tarnobrzeg, Tarnów, Toruń, Wałbrzych, Włocławek, Wrocław, Zamość und Zielona Góra.